# Tmesisternus ludificator
Tmesisternus ludificator là một loài bọ cánh cứng trong họ Cerambycidae.